# چهره عریان (فیلم)
چهره عریان (انگلیسی: The Naked Face) فیلمی در ژانر معمایی به کارگردانی برایان فوربز است که در سال ۱۹۸۴ منتشر شد. از بازیگران آن می‌توان به راجر مور، راد استایگر، الیوت گولد، آن آرچر و آرت کارنی اشاره کرد.